# Willy-Brandt-Allee 16 (Bonn)

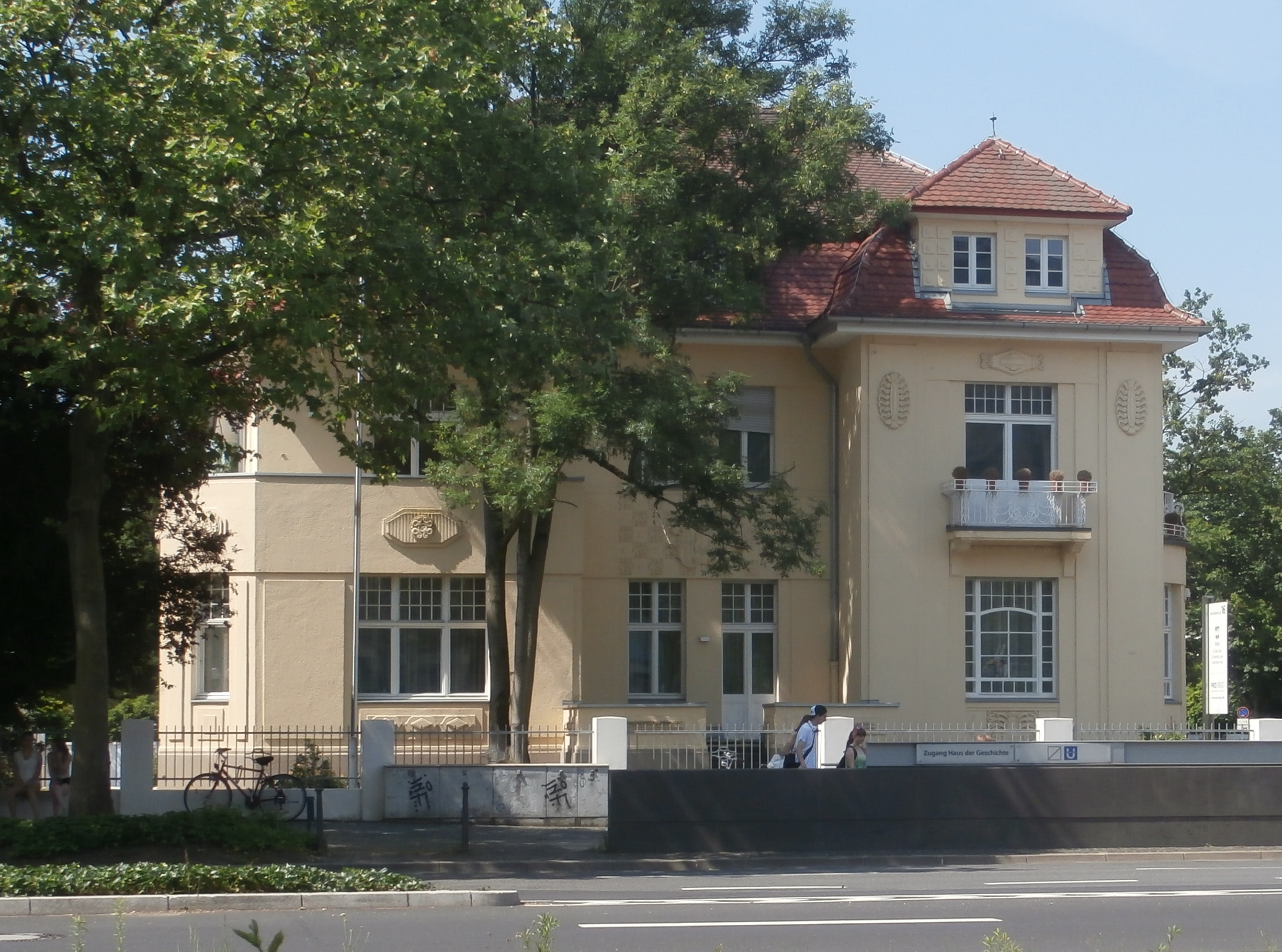
Villa Willy-Brandt-Allee 16 (Bonn)

Das Gebäude Willy-Brandt-Allee 16 ist eine Villa im Bonner Ortsteil Gronau, die 1912 errichtet wurde und heute als Bürogebäude dient. Sie liegt an der Westseite der Willy-Brandt-Allee (Bundesstraße 9) Ecke Rheinweg, direkt gegenüber dem Haus der Geschichte. Die Villa steht als Baudenkmal unter Denkmalschutz.

## Geschichte
Nachdem Bonn 1949 Regierungssitz der Bundesrepublik Deutschland geworden war, befand sich die Villa am Rande des neuen Parlaments- und Regierungsviertels. Zu diesem Zeitpunkt wurde sie vom Deutschen Herold genutzt, der seine dortigen Büroräume im Frühjahr 1950 dem Bund zur Unterbringung des im Aufbau begriffenen Auswärtigen Amtes zur Verfügung stellte. 1951 mietete die Republik Indien das Gebäude an und richtete dort die zuvor in Köln befindliche Kanzlei ihrer diplomatischen Mission ein, die noch im gleichen Jahr den Status einer Botschaft erhielt. 1957 wurde die Terrasse des Hauses überbaut und die Raumaufteilung im Dachgeschoss geändert. 1982 ging das Anwesen auch in den Besitz der Republik Indien über.
Im Zuge der Verlegung des Regierungssitzes nach Berlin (1999) zog die indische Botschaft im Oktober 1999 dorthin um (→ Indische Botschaft in Berlin). In Bonn wurde zunächst im bisherigen Kanzleigebäude eine Außenstelle der Botschaft einschließlich der Konsularabteilung belassen. Nach deren Schließung im Frühjahr 2002 schrieb die indische Regierung die Liegenschaft im April 2005 zum Verkauf aus. Die Villa wird heute als Bürogebäude genutzt und vermietet, seit 2010/11 durch die Notariatskanzlei Rabl&Gassen. Trotz umfänglicher Renovierungsarbeiten blieben die Stuckarbeiten mit indischen Motiven und Ornamenten an der rheinwärts gelegenen Außenfassade des Gebäudes erhalten.
Die Eintragung der Villa in die Denkmalliste der Stadt Bonn erfolgte am 13. März 1984. Als Teil des Anwesens unter Denkmalschutz steht der Vorgarten mit original erhaltener Einfriedung. Die von dem Umbau im Jahre 1957 betroffenen Bauteile sind vom Denkmalschutz ausgenommen.

## Architektur
Die Villa ist ein zweigeschossiger Putzbau mit Mansardwalmdach. Die rechte Seitenachse ist als Risalit vorgezogen. Die Fassade und – bis auf das 1957 veränderte Dachgeschoss – das Gebäudeinnere sind im ursprünglichen Zustand erhalten.